# 中洲村 (滋賀県)
中洲村（なかすむら）は、滋賀県野洲郡にあった村。現在の守山市の北端および野洲市の北西端、琵琶湖の沿岸、野洲川の河口域にあたる。

## 地理
- 湖沼：琵琶湖
- 河川：野洲川、野洲川北流

## 歴史
- 1889年（明治22年）4月1日 - 町村制の施行により、新庄村・服部村・立田村・幸津川村・小浜村・吉川村・菖蒲村・喜合新田の区域をもって発足。
- 1957年（昭和32年）3月1日 - 分割し、大字吉川・菖蒲・喜合が中主町に、大字新庄・服部・立田・幸津川・小浜が守山町にそれぞれ編入。同日中洲村廃止。